# In the Land of Invented Languages
In the Land of Invented Languages: Esperanto Rock Stars, Klingon Poets, Loglan Lovers, and the Mad Dreamers who Tried to Build a Perfect Language es un libro de no ficción de 2009 de la lingüista Arika Okrent sobre la historia y la cultura de los idiomas construidos o conlangs, lenguajes creados por individuos. Okrent explora las motivaciones para crear un idioma, los desafíos que enfrentan tales proyectos y los resultados de una serie de conlangs de alto perfil. El libro gira en torno a seis conlangs: el 'lenguaje filosófico' sin nombre de John Wilkins, esperanto, Sblissymbols, loglan y su descendiente lojban, y el idioma klingon diseñado para el universo de Star Trek. Okrent describe sus experiencias personales aprendiendo e interactuando con estos idiomas y sus hablantes, y proporciona análisis históricos y lingüísticos de sus estructuras y características.
In the Land of Invented Languages fue publicado por Spiegel & Grau, en ese momento una imprenta de Random House, el 19 de mayo de 2009. El libro recibió una recepción generalmente positiva tanto de los críticos literarios como de los entusiastas de los lenguajes construidos. Fue elogiado por su estilo humorístico, inteligente e informativo, así como por su profundidad de investigación y accesibilidad a una amplia audiencia. También se destacó por su perspectiva sobre los éxitos y fracasos de los conlangs, y las paradojas y dilemas que plantean a sus creadores y usuarios.

## Trasfondo
Los lenguajes construidos, o conlangs, son lenguajes creados intencionalmente. A diferencia de los lenguajes naturales, que surgen naturalmente de las comunidades humanas, los conlangs son desarrollados por individuos o, rara vez, por pequeños grupos. Los conlangs varían en su intención; los lenguajes artísticos como el quenya están diseñados con fines estéticos, como la construcción de mundos, los lenguajes de ingeniería como el ithkuil están diseñados con fines filosóficos o experimentales, y los lenguajes auxiliares, como el esperanto, están destinados a la comunicación masiva. Aunque se han registrado conlangs desde la lingua ignota de Hildegarda de Bingen en el siglo XII, aumentaron en popularidad con el auge de Internet.
Arika Okrent es lingüista y periodista. Tiene una maestría en lingüística de la Universidad Gallaudet, una universidad con un alumnado mayoritariamente sordo, y un doctorado en psicolingüística de la Universidad de Chicago. In the Land of Invented Languages fue su primer libro. Okrent habla con fluidez el lenguaje de signos estadounidense y habla o entiende cierto nivel de húngaro, esperanto y portugués brasileño. También está certificada con conocimientos básicos de klingon por el Klingon Language Institute.

## Sinopsis
In the Land of Invented Languages es una historiografía de lenguas construidas que presta especial atención a seis ejemplos principales: el 'lenguaje filosófico' sin nombre de John Wilkins, esperanto de L. L. Zamenhof, blissymbols de Charles K. Bliss, loglan de James Cooke Brown y su descendiente lojban, y el idioma klingon diseñado por Marc Okrand para el universo de Star Trek. El libro comienza con la sorpresa de Okrent al descubrir la comunidad de habla klingon; la mayoría de los conlangs tienen poco éxito incluso cuando están explícitamente destinados a un uso amplio, y Okrent no había anticipado que un idioma destinado a un uso ficticio tuviera hablantes del mundo real. Conoció a Mark, un hablante de klingon fluido que vivía en la misma ciudad que ella, y comenzó a investigar sobre la historia y la popularidad de los conlangs. Okrent realiza una cronología de conlangs desde la perspectiva de que la mayoría de ellos fueron experimentos fallidos, y presenta el libro con inventores de conlangs que esperaban que sus idiomas tuvieran mucho más éxito que ellos.

### Primeros lenguajes filosóficos
La primera sección completa gira en torno a An Essay Towards a Real Character, and a Philosophical Language (Un ensayo hacia un personaje real y un lenguaje filosófico), la explicación de Wilkins de su «lenguaje ideal». John Wilkins fue un clérigo y erudito que instigó a muchos de los académicos de su época, pero buscó relativamente poco reconocimiento para sí mismo. Su mayor enfoque fue su lenguaje construido, que pretendía solucionar lo que consideraba el problema «que las palabras no te dicen nada sobre las cosas a las que se refieren»; Okrent ve esto a través de la lente de una moda del siglo XVII por la combinación en general, que ella atribuye a un impulso de la Ilustración para poner orden en los lenguajes naturales desordenados. Habla de contemporáneos como Thomas Urquhart, él mismo interesado en la construcción del lenguaje, quien escribió un manuscrito sobre su intento titulado «Oro obtenido de estiércol» en referencia al lugar del que rescató las páginas — debajo de los cadáveres de los soldados que lo habían capturado en la batalla, que los requisó para «usos posteriores».
Wilkins se esforzó por catalogar los sujetos por sus rasgos y construir palabras en consecuencia; Okrent da el ejemplo de zitα («perro»), que se construye a partir de las partículas para «bestia terrestre con garras, rapaz, de cabeza oblonga, de disposición dócil». Okrent analiza la dificultad de traducir entre el lenguaje de Wilkins y cualquier otro, debido a su deseo de representar cada concepto con una palabra individual. Cuando intenta encontrar una traducción para «claro», encuentra múltiples definiciones relevantes en partes muy diferentes de la estructura del lenguaje filogenético de Wilkins. Ella acredita que su trabajo influyó en el diccionario de sinónimos, los sistemas de clasificación de bibliotecas como el Sistema Decimal Dewey y la taxonomía en biología, pero describe su intento de crear un lenguaje filosóficamente perfecto como exitoso solo en «mostrar que era una idea ridícula».

### Esperanto

La bandera del esperanto, símbolo de la lengua y su cultura.

La segunda sección del libro trata sobre el esperanto. De todos los conlangs, el esperanto tiene, con mucho, la mayor cantidad de usuarios, incluido un número incierto pero probable de miles de hablantes nativos. Okrent describe su experiencia asistiendo a una convención esperantista, a la que pensó que asistirían pocos y se llevaría a cabo principalmente en inglés. Se sorprendió al descubrir que prácticamente todos los asistentes hablaban esperanto con fluidez, y se sorprendió especialmente al conocer al músico Kim J. Henriksen y su hijo, ambos hablantes nativos.
El esperanto y otras lenguas auxiliares («auxlangs») surgieron en un paisaje diferente al de las lenguas filosóficas anteriores. Aunque el francés se había convertido en el idioma común del discurso internacional en el siglo XIX, fue desplazado progresivamente a medida que la industrialización trajo riqueza y viajes internacionales a sectores más amplios de la población. Aumentó la demanda de un idioma comprensible a través de las barreras lingüísticas europeas, dando lugar a intentos como universalglot y volapük. Este último, como narra Okrent, fue particularmente importante para el origen y la popularidad del esperanto; fue el primer auxlang muy popular y una inspiración para sus sucesores, pero el esperanto lo superó a fines del siglo XIX debido a las divisiones ideológicas en el movimiento volapük. Okrent se centra en cómo el éxito del esperanto se relaciona con la popularidad de su creador Zamenhof como figura y símbolo de su movimiento. Aunque el esperanto también vio cismas lingüísticos, lo que resultó en la creación de Ido, siguió siendo dominante debido a la devoción de sus hablantes por Zamenhof.
Okrent está particularmente interesada en lo que ella considera el paradójico éxito y fracaso del esperanto. El propósito del esperanto era servir como lengua auxiliar universal, objetivo que aún no ha logrado; sin embargo, las estimaciones de los hablantes de esperanto ascienden a cientos de miles y forman una comunidad próspera. Destaca el servicio Pasporta Servo, que proporciona alojamiento gratuito a viajeros de habla esperanto de todo el mundo. Okrent cita perfiles de anfitriones contemporáneos de Pasporta Servo, incluido un «ornitólogo vegetariano gay» en Bélgica, un fundador de un «club de luz y paz» en Mozambique, un «amante del ferrocarril» en Japón y un anfitrión ucraniano que acepta «solo hippies, punks, freaks y fumadores de cannabis». Ella argumenta que los esperantistas forman una cultura distinta, y establece paralelos entre ella y el hebreo moderno, en sí misma una lengua revivida conscientemente.

### Blissymbols

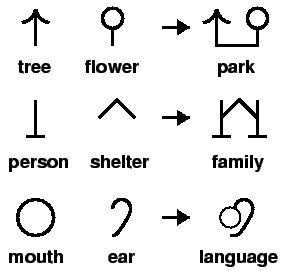
Varios blissymbols, que demuestran cómo los símbolos de palabras individuales se combinan para producir palabras adicionales.

La tercera sección de In the Land of Invented Languages trata sobre los blissymbols, inventados por Charles K. Bliss, un ingeniero químico que huyó de Europa después de sobrevivir al campo de concentración de Buchenwald. Bliss se mudó a Shanghái y desarrolló un interés por los caracteres chinos. Intentó aprenderlos, pensando que podrían ser la base para un «lenguaje universal», pero después de un estudio fallido sintió que un sistema de pictogramas sería una mejor base para tal proyecto. Bliss diseñó su sistema de escritura blissymbols para minimizar la ambigüedad, que esperaba terminaría con las falsedades, la propaganda y otros asuntos que consideraba fallas del lenguaje. Cuando Bliss emigró a Australia en la década de 1940, evangelizó blissymbols a lingüistas y editores académicos sin éxito, y llegó a pensar que su sistema nunca recibiría la popularidad que sentía que merecía.
A fines de la década de 1960, los blissymbols fueron descubiertos por maestros del Centro de Niños Lisiados de Ontario que trabajaban con niños con discapacidades graves no verbales. Descubrieron que el sistema revelaba capacidades comunicativas inesperadas en niños que se suponía que tenían deficiencias intelectuales profundas y buscaron a Bliss para que los ayudara a basar un programa de educación formal en torno a los blissymbols. Si bien al principio se alegró mucho por el reconocimiento, la relación se volvió cada vez más tensa a medida que la escuela se apartaba de lo que él consideraba la intención del sistema; Okrent da ejemplos de cómo reprochó a los maestros por combinar los símbolos de «comida» y «fuera» para hacer «picnic», cuando pretendía que esa combinación significara «restaurante», y de menospreciar su uso de conceptos gramaticales formales como «sustantivos» y «verbos». Como ella dijo, «él había creado un lenguaje 'universal' que nadie más podía descubrir cómo usar». La visión de Okrent de blissymbols es como una paradoja; el sistema tuvo mucho más éxito que el típico de los conlangs contemporáneos, pero su creador se opuso y criticó ese éxito.

### Loglan y lojban
En la cuarta sección, Okrent analiza la invención de loglan por parte de James Cooke Brown y su descendiente lojban. Loglan fue un intento de crear un «lenguaje lógico» para probar la hipótesis de Sapir-Whorf, la conjetura de que el lenguaje da forma al pensamiento; si la hipótesis fuera correcta, «hablar en lógica» facilitaría el pensamiento lógico mismo. El lenguaje recibió una atención académica sustancial luego de su publicación en 1960 en Scientific American, que Okrent destaca como notable. Ella atribuye esta atención a la mentalidad científica de Brown al presentar su lenguaje como un experimento específico y a sus afirmaciones más fundamentadas que las utópicas predecesoras. A pesar de estos comienzos auspiciosos, loglan se vio envuelto en controversias debido a la actitud defensiva de Brown de su lenguaje y la alienación de sus seguidores. Lojban, una relexificación, se creó en un cisma después de que Brown se negara a permitir el uso de los diccionarios loglan a las personas que no estaban de acuerdo con él.
Lojban es un lenguaje excepcionalmente específico que Okrent compara con el habla «filtrada a través de la sensibilidad de un niño de ocho años malcriado y de mente literal». Cuando intenta traducirlo, como hizo con el lenguaje de Wilkins, encuentra la tarea prácticamente imposible. El vocabulario no solo es extremadamente preciso (Okrent proporciona el ejemplo de traducción arbitraria como «x es aleatorio/fortuito/impredecible bajo condiciones y, con distribución de probabilidad z»), la sintaxis «definida exhaustivamente» significa que las oraciones pueden cambiar drásticamente en significado según su estructura. Cuando Okrent logró una traducción gramaticalmente precisa de una sola oración, se lo informó a un grupo lojbanista en una convención, quien le informó que era incorrecta. Ella señala que este es un problema común para los lojbanistas, dando el ejemplo de una discusión en Internet en la que un participante le dijo a su interlocutor en lojban que «vete a la mierda»; se produjo una nueva discusión sobre su mala traducción de la exclamación.

### Klingon y lenguajes artísticos
La sección final del libro vuelve al klingon. Okrent repasa la creación del idioma por Marc Okrand, un lingüista de idiomas nativos americanos, y sus características. Ella comenta cómo sus características inusuales, como su uso extensivo del aglutinante, coexisten con su similitud con los lenguajes naturales, calificándolo de «completamente creíble como lenguaje, pero de alguna manera muy, muy extraño». Después de discutir la convención de klingon a la que asistió con Mark, donde conoció a muchas de las 20 a 30 personas que ella estima que pueden hablar klingon, Okrent se enfoca en el concepto general de lenguajes artísticos o «artlangs». Habla de otros lenguajes ficticios, como los lenguajes construidos por J. R. R. Tolkien, así como lenguajes que considera diseñados con fines artísticos, como toki pona.

## Publicación y recepción

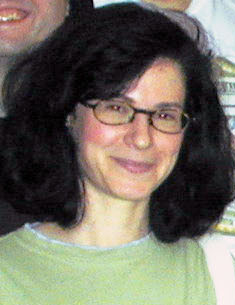
Arika Okrent en 2006.

In the Land of Invented Languages fue publicado el 19 de mayo de 2009 por Spiegel & Grau, en ese momento un sello editorial de Random House. Tiene 342 páginas. In the Land of Invented Languages fue el primer libro de Okrent; su segundo, Highly Irregular, se publicó a través de Oxford University Press en julio de 2021.
Tras su lanzamiento, el libro recibió críticas generalmente positivas. Publishers Weekly le otorgó una reseña destacada, otorgada a libros de «calidad verdaderamente sobresaliente», y lo describió como un «recorrido encantador por la arrogancia lingüística». Escribiendo para The New York Times, el autor Roy Blount Jr. describió In the Land of Invented Languages como «un placer de leer» y, al mismo tiempo, proporciona un profundo examen académico de los lenguajes construidos. El lingüista Daniel Everett elogió el libro en una reseña para SFGATE. Everett describió el concepto de creación de lenguaje como «equivocado», pero se refirió al libro como «humorístico, inteligente, entretenido y muy informativo»; describió a Okrent como «sutil y con humor» explicando lo que consideraba las deficiencias de los creadores y usuarios de tales lenguajes. Una revisión en profundidad en Zócalo Public Square se refirió a In the Land of Invented Languages como «fascinante, accesible y que ofrece interesantes perspectivas sobre lo que decimos y cómo lo decimos». La revisión tomó nota de la profundidad de la investigación de Okrent, incluidos los análisis de idiomas lo suficientemente difíciles u oscuros como para tener muy pocos hablantes, como el lojban. Edwin Turner de Biblioklept recomendó el libro y afirmó que «atraviesa con confianza la delgada línea entre la no ficción pop y la lingüística académica».
Graham M. Jones, profesor asociado de antropología en el Instituto de Tecnología de Massachusetts, revisó In the Land of Invented Languages en el Journal of Linguistic Anthropology. Aunque señaló que el libro provenía de una perspectiva popular en lugar de académica, no obstante, lo recibió positivamente. Jones postuló que el tono «irónico» de Okrent podría ser divisivo y se refirió al libro como «un gabinete de curiosidades en lugar de un museo decoroso». Otra revisión académica del escritor Harley J. Sims en Mythlore describió In the Land of Invented Languages primero como «un regalo largamente esperado para los entusiastas del conlang y su floreciente campo», comparándolo con La ricerca della lingua perfetta nella cultura europea de Umberto Eco y Les Fous du Langues de Marina Yaguello. Dado el enfoque de la revista en los estudios de Tolkien, prestó especial atención al manejo de Okrent de los lenguajes construidos por J. R. R. Tolkien. A Sims le pareció deficiente la discusión del libro sobre tales lenguajes, sintiendo que abordaba el lenguaje artístico como «una mera posdata» en comparación con los conlangs destinados al uso en el mundo real; describió esto como «inexcusable» en una era en la que es cada vez más probable que las obras de ficción especulativa incluyan conlangs.
In the Land of Invented Languages fue recibido positivamente por los usuarios de lenguajes construidos. Usona Esperantisto, la publicación oficial de la Liga Esperantista de Norteamérica, describió a Okrent como un «icono» en una entrevista y se centró en la recepción positiva del libro en los círculos esperantistas. Según los informes, el libro se ha utilizado en cursos de lingüística en varias universidades.